# Guerra Gran (Uruguai)
La Guerra Gran, també coneguda com la Guerra Civil de l'Uruguai, va ser una sèrie de conflictes armats entre militants dels partits polítics Colorado i Nacional, principalment al departament de Montevideo, al sud de la República Oriental de l'Uruguai. La guerra va comprendre el període 1839-1852, quan el país sud-americà s'acabava d'independitzar de l'Imperi del Brasil. Els esforços dels colorados van ser acompanyats per França, el Regne Unit i Brasil, mentre que els nacionalistes o blancos van rebre el suport de l'Argentina.
Va ser un període de molta incertesa i inestabilitat política, ja que el país es trobava en perill de perdre la seva sobirania.

## Antecedents
El 1838, el president uruguaià, el General Fructuoso Rivera, va intervenir en un conflicte intern entre els estats de la Confederació Argentina. Rivera va assumir el càrrec a Montevideo l'octubre de 1838 després de derrotar el General Manuel Oribe, un no intervencionista que defensava els drets argentins. El govern francès també mantenia una disputa amb les autoritats argentines a Buenos Aires. Les tropes franceses van intervenir a la guerra entre 1838 i 1842. Des de 1843 fins al 1850, les tropes britàniques van donar suport a les franceses, transformant el conflicte en una guerra internacional. Entre 1838 i 1840, l'esquadró naval francès es va instal·lar al Riu de la Plata amb l'objectiu de bloquejar el port de Buenos Aires.
El 6 de desembre de 1842, els blancos sota el comandament de Manuel Oribe, i els colorados sota les ordres de Fructuoso Rivera, van combatre a la batalla d'Arroyo Grande. Les tropes de Rivera van ser derrotades, i Oribe va aprofitar per prendre control de la ciutat de Montevideo.

## La possessió de Montevideo

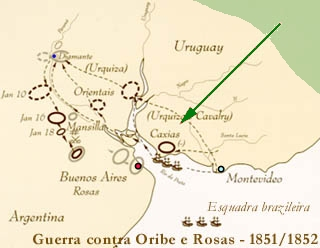
Zona de conflicte.

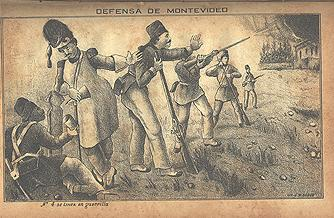
Defensa de Montevideo, il·lustració per Isidoro de María.

Amb la destrucció total de les Forces Armades uruguaianes a la batalla d'Arroyo Grande, la capital del nou país, Montevideo, va ser conquerida pel dictador argentí Juan Manuel de Rosas i per Manuel Oribe, l'expresident de l'Uruguai i líder dels blancos. La victòria i possessió d'Oribe a Montevideo va durar nou anys, tant que l'escriptor francès Alexandre Dumas la va nomenar la "nova Troia".
Els esclaus africans i els seus descendents nascuts al país -uns 5.000 homes- van guanyar la seva llibertat i, al costat d'un grup d'exiliats estrangers (entre els quals es trobaven els caçadors bascos), van defensar els límits de Montevideo. L'Imperi Britànic va alliberar la ciutat finalment i va permetre rebre reforços.
Primer, les forces navals britàniques i franceses van bloquejar temporalment el port de Buenos Aires el desembre de 1845. Després, les tropes dels dos països van protegir Montevideo per via marítima. Legionaris francesos, espanyols, bascos i italians (camicie rosse), liderats per Giuseppe Garibaldi, van unir forces amb els colorados per defensar la ciutat dels atacs dels blancos, dels catalans (vegeu Felip Argentó) i dels confederats argentins. Alguns historiadors coincideixen que la intervenció d'aquestes dues potències europees es va deure al fet que pretenien guanyar-se l'amistat del govern oficial i així aconseguir lliure navegació pels rius Uruguai i Paranà. No obstant això, el 1850, els francesos i els britànics es van retirar després de signar un tractat que suposava el triomf de Juan Manuel de Rosas a l'Argentina.
Després de la retirada de les tropes europees, semblava que Montevideo cauria. Malgrat la situació, una rebel·lió contra Juan Manuel de Rosas liderada per Justo José de Urquiza, governador de la província argentina d'Entre Ríos, amb el suport d'un petit exèrcit uruguaià, va canviar la situació. Manuel Oribe va ser finalment derrotat el 1851, deixant els colorados en el control absolut del país. Brasil va intervenir a l'Uruguai el maig de 1851, donant suport als colorados amb forces navals i financeres. El febrer de 1852, Rosas va abdicar, i les forces del Partit Colorado i d'Urquiza van alliberar Montevideo del domini dels blancos.

## Conseqüències
El govern de Montevideo va recompensar el suport financer i militar del Brasil en signar cinc tractats el 1851, la qual cosa va suposar una aliança perpètua entre els dos països. Montevideo va confirmar el dret del Brasil a intervenir en els assumptes de política interna de l'Uruguai.
Brasil va poder extradir esclaus i criminals de l'Uruguai. De fet, durant la guerra, els colorados i els blancos van abolir l'esclavitud a l'Uruguai per aconseguir reforçar els seus respectius exèrcits. Els tractats també permetien la navegació compartida del riu Uruguai i els seus afluents, i l'exportació de carn i bestiar sense pagar impostos. La indústria ramadera uruguaiana va ser devastada per la guerra. El tractat també reconeixia el deute de l'Uruguai cap al Brasil pel seu suport contra els blancos.
Uruguai també renunciava a les seves reclamacions territorials al nord del riu Cuareim, reduint la seva superfície a poc més de 176.000 km². També reconeixia el dret exclusiu del Brasil a navegar sobre la llacuna Merín i el riu Yaguarón, la frontera natural entre els dos països.

## Conflictes posteriors
Els dos partits polítics tradicionals eren conscients de la crisi. El 1870, blancos i colorados van arribar a un acord per definir les seves zones d'influència: els colorados controlarien Montevideo i la costa, mentre que els blancos tindrien poder a la resta del país i en l'àmbit agrícola. A més a més, els blancos van ser indemnitzats amb 500.000 dòlars per la seva pèrdua de forces a Montevideo. No obstant això, la mentalitat cabdilla era difícil de convèncer i llavors les negociacions acabarien en un altre conflicte conegut com la Revolución de las Lanzas (1870-1872); més endavant també va hi haver una revolució liderada pel cabdill del Partit Nacional Aparicio Saravia, qui va ser ferit i assassinat a la batalla de Masoller (1904).